# Strada statale 9 Via Emilia
Die Strada statale 9 „Via Emilia“ ist eine italienische Staatsstraße. Sie geht auf die römische Straße Via Aemilia zurück.

## Verlauf
Die SS 9 fängt bei Rimini an und durchquert die Region Emilia-Romagna in Richtung Nord-Westen. Nach dem Fluss Po führt sie in die Lombardei bis zur Agglomeration Mailand.